# Carmaux, défournage du coke
Carmaux, défournage du coke és una pel·lícula realitzada el 1896 per Auguste i Louis Lumière. La ubicació era la fàbrica d'acer de Saut-du-Tarn a Carmauç, Occitània, prop del riu Tarn al sud de França. És una seqüència d'un minut d'homes aixecant un gran bloc de carbó d'una fosa. Un home està ruixant aigua per refredar el bloc mentre altres utilitzen rasclets per estendre'l. D'altres se'n poden veure empenyent carros de carbó per una pista.